# Ernest Pignon-Ernest
Ernest Pignon, dit Ernest Pignon-Ernest, est un artiste plasticien français, né le 23 février 1942 à Nice. Depuis 1966, il a fait de la rue le lieu même d’un art éphémère qui en exalte la mémoire, les évènements ou les mythes. Il est considéré comme l'un des précurseurs de l'art urbain en France. Ses dessins de Rimbaud ou de Pasolini sont devenus des icônes mondiales.

## Biographie

### Famille et jeunesse
Ernest Pignon est le cadet de deux frères et deux sœurs. Son père travaille aux abattoirs et sa mère est coiffeuse ; il a une enfance heureuse dans une famille plutôt attirée par le sport. Il écrit qu’il aurait préféré briller au football, mais que « le dessin [lui] est venu dès l’enfance comme un don. » Il fréquente l'école primaire Pierre Merle puis le collège Risso jusqu'en troisième.
À douze ans, la découverte de Picasso dans un numéro de Paris Match va donner une nouvelle direction à sa vie. Il s’intéresse à la peinture, fait des recherches sur les peintres et commence dès lors à acquérir une culture artistique qui le passionne.
Après l’obtention du BEPC en 1957 à 15 ans, il travaille chez un architecte, ce qui lui permet de continuer à dessiner et d’être financièrement indépendant. Vivant à Nice au sein d’un milieu fécond de poètes et d’artistes, il développe une personnalité hyperactive, curieuse du monde, alertée par le désordre social et les inégalités.

### Formation
À partir de 1959 il côtoie la jeune génération d’artistes et de poètes niçois : Daniel Biga, Marcel Alocco, Marie-Claude Grail et Yvette Ollier, qui deviendra sa compagne. Au Magasin de Ben Vautier, rue Tondutti de l’Escarène à Nice, il rencontre Arman, Claude Viallat, Martial Raysse, Le Clézio, Bernar Venet, Robert Filliou, Robert Malaval, Robert Bozzi, Noël Dolla… En 1960 André Riquier, metteur en scène, lui demande de réaliser les décors pour la pièce « Fin de Partie » de Beckett. Les années suivantes, en 1961-1962, il rejoint l'armée en Algérie et assiste au cessez-le-feu et à l’indépendance du pays. Malgré les circonstances il continuera à dessiner et rapporte d’Algérie quelques œuvres, dont une superbe tête de taureau d’après Picasso, peinte au brou de noix sur papier journal.
À son retour il reprend son travail d'architecte à temps partiel. En 1963, il se rend à Tolède pour voir les peintures du Greco, qui vont durablement l’influencer. En Toscane, il découvre aussi Masaccio, Duccio, Simone Martini, Fra Angelico.

### Parcours artistique
En 1964, il loue sur le Mont Boron une maison qui deviendra un lieu de rencontres et de création. Dans cette maison sera imprimée la première édition des Oiseaux Mohicans de Daniel Biga et aura lieu l’élaboration de numéros de la revue Identités et la fabrication des premiers Fourre-tout de Ben.
Avec sa compagne Yvette Ollier, qui réalise les mises en scène et joue, il monte plusieurs spectacles (Michaux, Dadelsen, Beckett, Nazim Hikmet, la Beat Generation).
Ses premières peintures sont inspirées de Greco, Picasso, Bacon et de l’actualité. À la suite de son intervention au pochoir sur le plateau d’Albion en 1966 il abandonne les pinceaux et réalise des dessins (en noir et blanc) conçus spécifiquement pour s’inscrire dans des lieux et lors d’évènements.
Grâce à l'argent gagné en réalisant les plans d'une villa avec un ami, il décide de se consacrer à la peinture. Il quitte Nice en 1965 et loue un café abandonné à Méthamis dans le Vaucluse où il dispose d’un grand atelier. Il affronte alors les grands formats (trois mètres sur sept) avec des toiles sombres, expressionnistes, influencées par la trinité Greco/Picasso/Bacon
Sa première exposition a lieu en 1969 au Théâtre des Carmes à Avignon, où il présente quatre peintures de trois mètres sur sept et cent dessins. Sa pratique du dessin et son activité au sein de cabinets d’architectes l’ont conduit très tôt à la réalisation de décors et de scénographies.
En 1973, il s’installe à La Ruche, lieu historique de l’École de Paris où il aura pour voisin Arroyo, Chambas, Fanti, Maselli, Gruber, Raysse, Meurice, Alberola…À la suite d’un article de Catherine Humblot dans Le Monde, il est contacté par Marin Karmitz qui lui propose de réaliser les affiches de nombreux films. À cette occasion, il rencontre Jean-Luc Godard, Marguerite Duras, Margarethe von Trotta, Ettore Scola, Vittorio Gassman…
Durant ces années 1970, il aborde de nombreux thèmes à caractères sociaux ou politiques (apartheid, avortement, immigration, expulsions, accidents du travail) en France et à l’étranger. Son exposition au Musée d’Art Moderne de la Ville de Paris en 1979 révèle qu’il ne s’agit pas seulement d’agit-prop mais d’un singulier travail de dessin et d’une réflexion sur l’espace urbain et son histoire. Si pendant cette période c'est la réalisation d’affiches de cinéma et de dessins dans Le Monde diplomatique, l’Humanité, Le Monde qui l'a nourri, à partir de cette exposition il pourra vivre de ses créations.
En 1987, un article de Henri-François Debailleux dans le journal Libération du 29 septembre lui apprend que Francis Bacon s’intéresse à son travail. L’année suivante, Bacon lui écrit : « Mon cher Ernest, J’ai toujours admiré ce que vous faites, en particulier les images de Grenoble, les photos de Naples que vous m’avez envoyées si gentiment m’ont beaucoup intéressé. » (un film réalisé par Alain Amiel en 2022 analyse leurs échanges et évoque les thématiques communes entre les deux œuvres).
Aussi dense et essentielle que celle qu'il a avec la ville de Naples, sa relation à la poésie et aux poètes caractérise l’œuvre d’Ernest Pignon-Ernest. Pour lui, « les poètes sont d’irréductibles porteurs de paroles, de colères, de révoltes, d’utopies. Ils nous révèlent le réel le plus ample et le plus aigu. » Il se saisit des figures des poètes (Maïakovski, Neruda, Darwich, Pasolini, etc.) en conjuguant leurs œuvres, leurs destins et leurs images pour incarner leur pays, leur temps ainsi que les aspirations, les contradictions, les drames qui les ont traversés et les traversent encore.
Il est considéré comme le pionnier de cet art urbain qui s’appellera street-art. Ses travaux acquièrent une grande audience mais auront été longtemps boycottés par les institutions officielles. Ses principales expositions (Pinacothèque de Munich, Biennale de Venise, Palais des Beaux-Arts de Pékin et ses expositions à Belgrade, Genève et Rome) seront le fruit d’initiatives étrangères ou privées.
Il vit et travaille à Paris et à Ivry-sur-Seine où il a son atelier depuis 1973.

### Distinctions
- 1980 : Grand prix de la Biennale d’Alexandrie[8] pour son travail sur le Quatuor d’Alexandrie de Lawrence Durrell
- 1985 : Prix Vaillant-Couturier[8]
- 30 mai 1996 : Commandeur de l'ordre des Arts et des Lettres[14]
- 2009 : Prix de la Fondation Simone et Cino del Duca[8],[15]

### Bibliographie

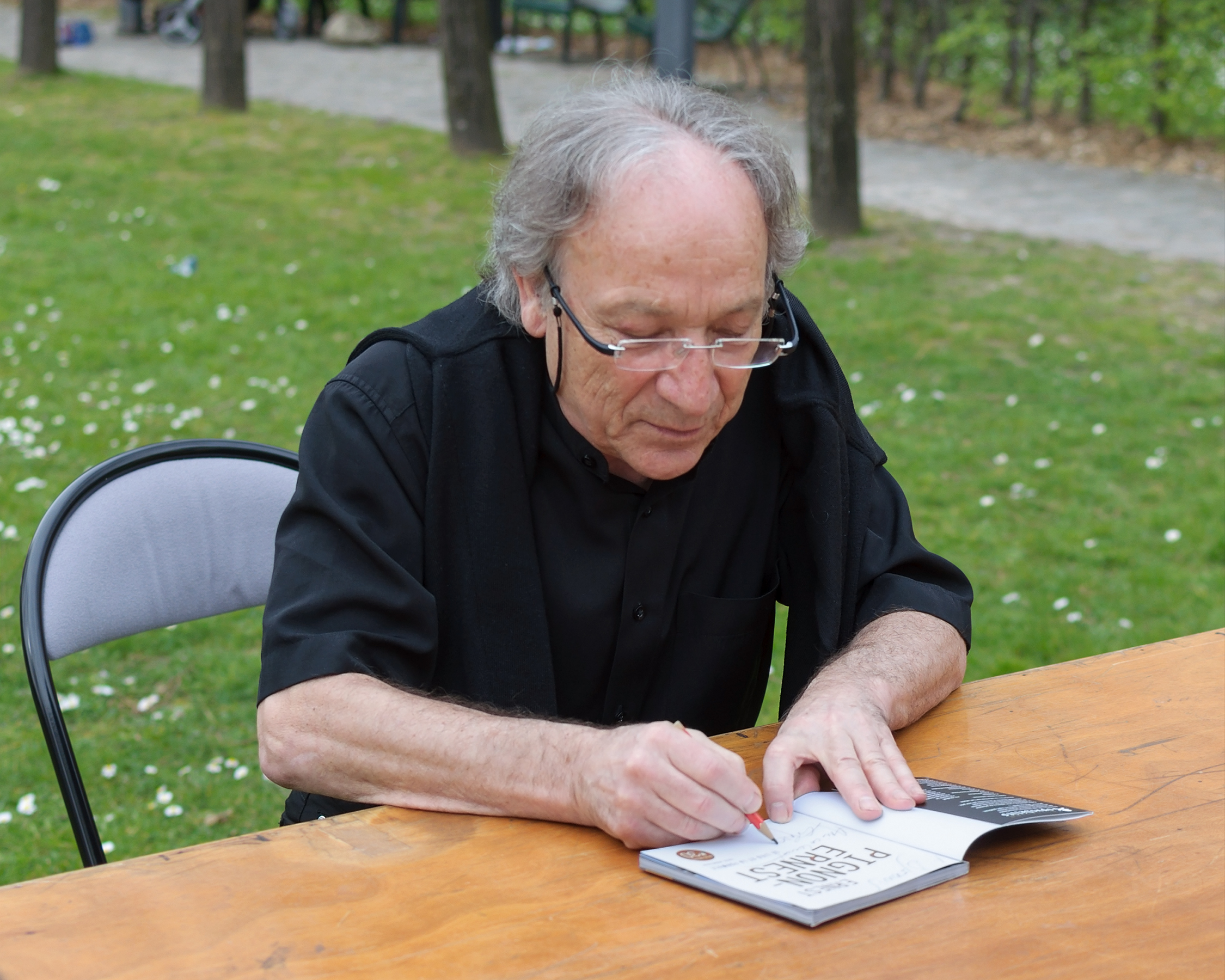
Ernest Pignon-Ernest en dédicace à Malakoff en 2014.

### Honneurs
- En 2011, Ernest Pignon-Ernest succède à Edmonde Charles-Roux à la présidence des Amis de l'Humanité[16].
- Le 24 novembre 2021, il est élu membre de l'Académie des beaux-arts, dans la section Peinture, au fauteuil de Vladimir Veličković[17].

## Technique
S’il a réalisé au pochoir sa première intervention en extérieur, il se rend compte : 

« Le pochoir m’a semblé vraiment binaire et trop pauvre graphiquement. Le dessin me permet des images plus riches, plus investies, d’y inscrire des références, des citations, des dialogues avec l’histoire, et puis je tiens à la fragilité du papier, je tiens à cette réciprocité qui fait que je peux provoquer avec mes images mais j’accepte qu’on puisse les refuser, les détruire. »

Les lieux pour lui sont ses matériaux essentiels : 

« J’essaie d’en comprendre, d’en saisir à la fois tout ce qui s’y voit : l’espace, la lumière, les couleurs et simultanément tout ce qui ne se voit pas ou ne se voit plus : l’histoire, la mémoire enfouie. À partir de cela, j’élabore mes images, elles sont ainsi comme nées des lieux dans lesquels je vais les inscrire. »

Cette insertion vise à la fois à faire du lieu un espace plastique et à en travailler le sens et le sensible, en révéler, perturber exacerber le potentiel suggestif, la symbolique. « Je ne fais pas des œuvres en situation, je fais œuvre des situations », dit-il.
Ses représentations, toujours humaines, sont réalisées au fusain, à la pierre noire et à l’aide de gommes crantées de différentes épaisseurs pour façonner les ombres. Elles  sont le plus souvent reproduites en sérigraphies imprimées sur du papier fragile (chutes de rotatives du journal Le Monde). À Naples notamment, il a collé de nombreux dessins originaux à la pierre noire réalisés sur ce même papier.
Comme dans la rue l’image n’est pas toujours rencontrée frontalement, elle exige des distorsions graphiques, mais : « le principal travail au niveau du dessin consiste surtout en cet équilibre délicat ». Il faut assez d’effet de réel pour suggérer une présence et en même temps affirmer la distance, la fiction, affirmer que c’est une image. Le dessin grandeur nature va dans le sens d’un effet de réel. Le noir et blanc et le rectangle blanc du papier affirment la convention du dessin : la distance, la fiction ».
Sur ce papier fragile collé sur les murs des villes, ses images sont forcément éphémères, vouées à disparaître avec le temps car l’artiste tient à la fragilité du support utilisé : la mort annoncée de mes images n’est pas une séquelle, un inconvénient, elle fait partie de la proposition autant que ce qui est figuré. Je l’ai compris en 1978 lorsque j’ai senti que ce qu’il y avait de plus Rimbaldien dans mon image de Rimbaud c’était ce caractère  fulgurant, sa disparition… Je ne figeais pas l’image du poète ! ».
À l’aide d’une échelle, d’un seau de colle et d’une brosse, sans autorisation, il prend des risques en allant seul la nuit coller ses sérigraphies. Il conserve ses croquis, ses recherches, ses travaux préparatoires et les photographies de ses œuvres in situ pour les  présenter lors de nombreuses expositions, toujours conçues comme l’exposé du processus : les étapes de sa démarche.

## Interventions
- Premières actions dans la rue (1966-1980)

En 1966, alerté par la campagne de René Char « Point Omega », il apprend qu’à quelques kilomètres s’implante la force de frappe nucléaire,. Après quelques mois de recherche s’impose à lui l’idée qu’il ne peut exprimer par la peinture ce que signifie cette puissance de mort (des milliers d’Hiroshima) enkystée sous ces paysages de Provence. Il réalise que c’est sur les lieux mêmes qu’il doit intervenir. À partir de cette emblématique photo d’un passant d’Hiroshima brûlé par l’éclair nucléaire dont il ne reste que l’ombre portée comme pyrogravée sur une paroi, il confectionne un pochoir et va tracer sur les murs, les rochers, les routes qui mènent au plateau d'Albion ces empreintes fantomatiques venues d’Hiroshima. Cette première inscription d’une image humaine grandeur nature dans la réalité va être à l’origine de sa démarche artistique bâtie sur la création de dessins d’une grande intensité insérés dans des lieux soigneusement repérés et étudiés. En 1968, il colle dans Avignon de grands dessins originaux en résonance avec le Living Theatre.
En 1974, il s'oppose au jumelage de Nice avec Le Cap, en disséminant dans la ville en de multiples exemplaires représentant un couple (noir) avec un enfant semblant assister à la vie dans les rues de derrière un grillage. Le dessin lui vaut une brouille avec la ville jusqu'à ce qu'un maire accepte l'affiche en cadeau. C’est à cette époque qu’il prit par hasard un nom de scène pour éviter la confusion avec le peintre Édouard Pignon durant une exposition à laquelle ils participaient tous les deux. Une erreur de lecture des organisateurs le baptisa « Ernest Pignon-Ernest », un nom qu’il adopta.
Pour le centième anniversaire de la Commune de Paris, il met au point un grand écran de sérigraphie et imprime plusieurs centaines d’exemplaires d’un dessin de gisant qu’il ira coller à Paris dans les lieux liés à l’histoire de la Commune et aux combats pour la liberté.

Ernest Pignon-Ernest, sérigraphie collée sur les escaliers de la Butte Montmartre, 1971

Cette technique de sérigraphies de grands formats imprimées sur des chutes de papier de rotative sera la matrice de ces interventions à venir : Maiakovski à Avignon (1972), la Dénonciation du jumelage Nice-Le Cap (1974), les Immigrés à Avignon (1974), la Libéralisation de l’avortement à Paris](1975), les Agressions subies par le corps au travail à Grenoble (1976), les Expulsés à Paris (1978), ainsi « Parcours Rimbaud » de Charleville à Paris en 1978 et 1979.
- Art against apartheid (1980-1996)[8]

À la  suite  de  son  intervention  contre  le  jumelage Nice / Cape  Town,  le  comité  spécial des  Nations  Unies  contre  l'Apartheid  le  sollicite  pour  une  affiche  appelant  à  la  libération  de Nelson  Mandela et pour  tenter  de  définir  un  projet  anti-apartheid  dans  le  milieu  des arts plastiques. Dans un  premier  temps,  il présente en 1980 aux Nations Unies à New York le projet « Against Apartheid » conçu avec Jacques Derrida et Antonio Saura. Ce projet réunit une centaine d’œuvres réalisées par des artistes internationaux comme Rauschenberg, Tapiès, Lichtenstein, Vostell, Arman, etc. La collection est exposée dans plus de quarante pays pour y dénoncer les soutiens au système raciste sud-africain. Dans les statuts de l’association est spécifié que les œuvres appartiendront au premier gouvernement démocratique d’Afrique du Sud issu du suffrage universel, ce qui est fait en 1996 quand Ernest Pignon-Ernest remet la collection d’art de l’association « Artistes du monde contre l’apartheid » au Parlement sud-africain à CapeTown. À cette occasion, il rencontre Nelson Mandela et Desmond Tutu.
- Arbrorigènes (1983-1986)[27]

Conçues avec le biologiste Claude Gudin, ces sculptures à formes humaines constituées de cellules végétales seront présentées au festival d’Uzeste. Installées ensuite au Jardin des Plantes de Paris, elles connaîtront un succès retentissant, l’afflux du public sera si important que l’entrée devra en être régulée. En 1986, à l’invitation de l’Italie, ses « Arbrorigènes » sont présentés à la Biennale de Venise.
- Collages à Naples (1988-1995)

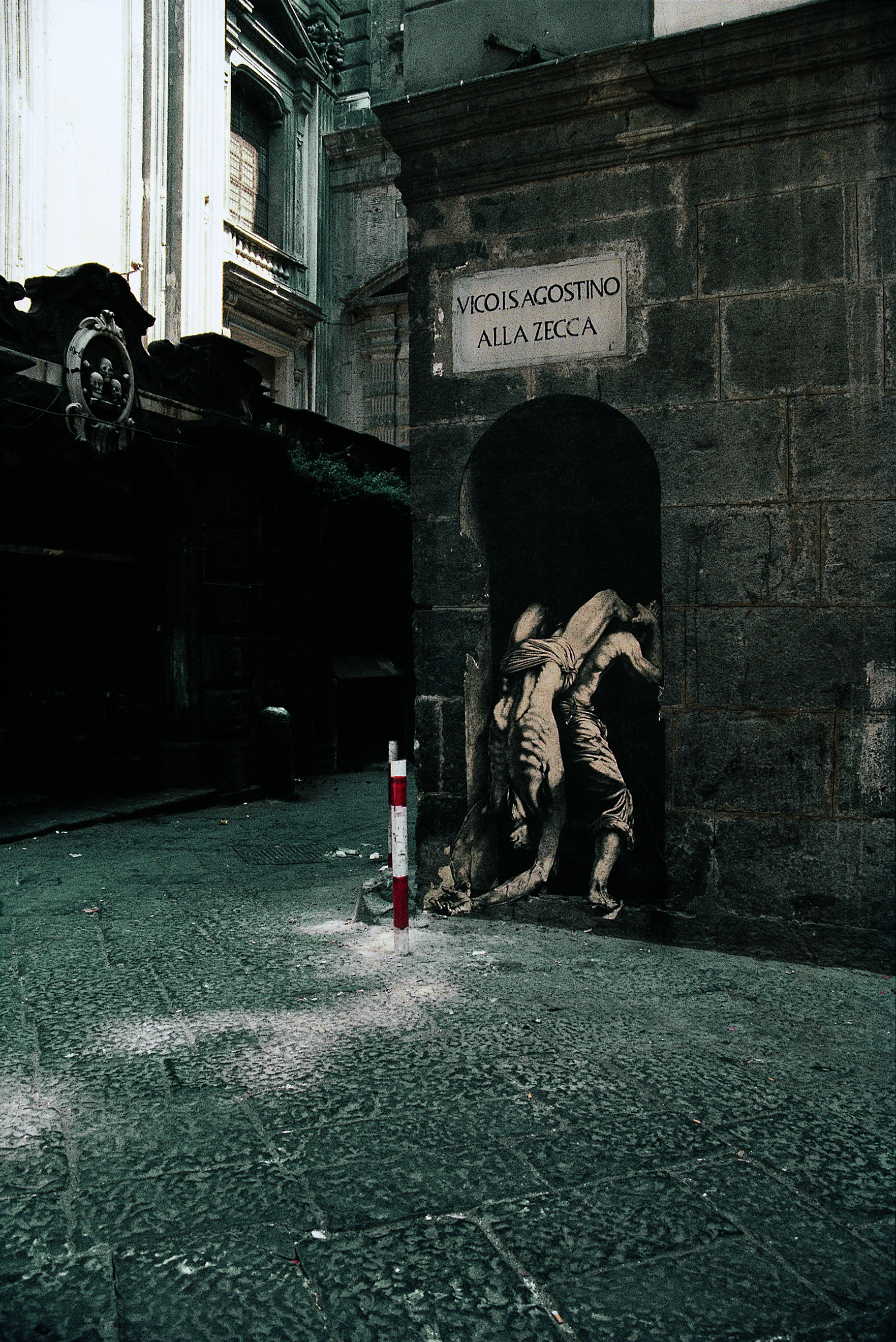
Ernest Pignon-Ernest, Épidémies, sérigraphie collée à Naples, 1990.

Après avoir traité des sujets très contemporains à fortes résonances sociales et politiques, s’est imposé à lui le lien avec les sédimentations du temps, de la mémoire, de l’histoire et de l’histoire de la peinture. Toutes ces années à interroger la représentation de l’humain lui faisant ressentir comme une lacune l’absence d’une culture religieuse, c’est à Naples où se mêlent les mythologies grecque, romaine et chrétienne qu’il va mener cette quête. Bâtis sur une intense approche de la ville, de son histoire et de multiples lectures de Virgile à Erri De Luca, de la Bible aux « Exercices spirituels » de Loyola, ses travaux de Naples marquent une étape importante dans sa réflexion et la pratique de sa relation aux lieux, à l’histoire et à l’histoire de l’art : ses travaux de Naples auront été une quête essentielle de ce qui fonde ma culture latine et méditerranéenne ».
Lors d’un de ses parcours napolitains en 1992, il est contacté par Francesco Rosi qui lui déclare qu'il ne peut pas filmer les rues de Naples sans ses images. Ils se rencontrent à Santa Lucia, où il revient avec un nouveau collage autour du personnage de Pulcinella.
- Cabines téléphoniques (1997-1999)

En contraste avec son travail très incarné, charnel et chargé d’histoire sur Naples, il dessine une série de douze personnages sérigraphiés en centaines d'exemplaires et disposés dans des cabines téléphoniques de Paris et de Lyon faites de verre et d'aluminium, des matières froides et aseptisées.
- Antonin Artaud (1997)

Jean-Louis Pradel lui proposant en 1997 d’intervenir à l’hôpital Charles-Foix d’Ivry, il y découvre une ancienne buanderie abandonnée, une salle aux murs délabrés, humides, lézardés, tout près de l’endroit où a vécu Antonin Artaud. Il y réalise une série de dessins sur le poète.
- Voyages (1981-2019)

Invité aux obsèques d’Alejo Carpentier à La Havane, il rencontre Gabriel García Márquez et Régis Debray qui devient un ami proche. En 1981, à Santiago du Chili, au sein du collectif de l’atelier de Bella Vista, il réalise une image de Pablo Neruda. À partir de 1991, il se rend à Prague, Alger, New York, Rome, et expose à la Neue Pinakothek de Munich. À l'initiative d'Alain Borer, il fait un voyage Rimbaldien au Yémen, et visite la maison de Rimbaud à Aden. Dans les années 2000, il voyage en Inde, à Durban et retourne en Afrique du Sud (ateliers et collages à Soweto en 2001). En 2009, à la suite de la visite à l’atelier d’Ivry de Mahmoud Darwich, Elias Sanbar, Olivier Py, il se rend à Ramallah pour un « Parcours Mahmoud Darwich » et réalise des collages à Jérusalem-Est, Bethléem, Naplouse, Gaza. En 2010, il expose à Belgrade avec Vladimir Veličković à la galerie Kahos. En 2012, il part pour Haïti avec Régis Debray à la rencontre d’écrivains et poètes des Caraïbes dont Lyonel Trouillot et Dany Laferrière. La même année, il est invité à une conférence « BeforeBanksy : Ernest Pignon-Ernest » au Courtauld lnstitute de Londres. En 2018, il commence à étudier à Lisbonne un projet sur Pessoa. En 2019, à Haïti, il réalise des collages en référence à l’œuvre du poète Jacques Stephen Alexis à Port-aux-Princes.

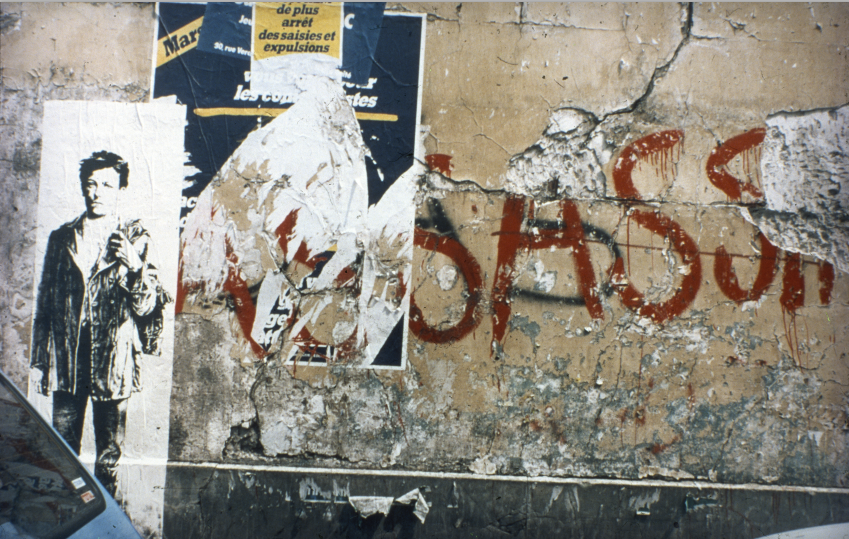
Ernest Pignon-Ernest, Rimbaud dans Paris, 1978

- Ballets de Monte-Carlo[31] (1995-2017)

De 1995 à 2006, il travaille avec le chorégraphe Jean-Christophe Maillot pour les Ballets de Monte-Carlo. Il réalise un Rideau de Scène pour l’Opéra Garnier de Monte-Carlo et plusieurs scénographies : Roméo et Juliette, Songe ainsi que Lac avec Jean Rouaud, dramaturge. En 2017, il réalise en commun avec JR le rideau de scène du Grimaldi Forum pour la saison des Ballets de Monte-Carlo.
- Extases (2008-2022)

Il entreprend avec Bernice Coppieters, danseuse étoile des Ballets de Monte-Carlo comme modèle un ensemble de dessins inspirés des textes des grandes mystiques chrétiennes comme Marie-Madeleine, Thérèse d'Avila, Hildegarde de Bingen, Angèle de Foligno, Catherine de Sienne, Marie de l'Incarnation et Madame Guyon. La première présentation de ses « Mystiques » se fera à la Chapelle Saint-Charles d’Avignon en 2008. Baptisée « Extases », cette impressionnante installation sera reprise dans de nombreux lieux sacrés : Chapelle des Carmélites, Musée d’Art et d’Histoire de Saint-Denis (2010), Chapelle du Musée de l’Hospice Comtesse de Lille (2013), au Prieuré Ronsard Saint-Cosme à Riche (2013), à l’Église Saint-Louis, Hôpital de la Pitié-Salpêtrière à Paris (2014), à l’Abbaye de Saint Pons de Nice (2016), à Santa Maria delle Anime del Purgatorio à Naples (2019) et en 2022 à l’Abbatiale de Bernay.

## Analyse
Sa démarche artistique se veut autant poétique que civique : 

« Mes travaux nécessitent beaucoup d’énergie et je ne trouve la dynamique que pour des thèmes qui me semblent indispensables. Je ne m’investis que sur des choses qui me touchent profondément, que je  voudrais mieux comprendre, mieux saisir, sur lesquelles je souhaiterais intervenir. Mes interventions sont des interrogations aiguës, des révélateurs […], je n’ai jamais illustré de mots d’ordre. »

Ce qu’il propose, ce sont des interventions plastiques dans le réel et les résonances qu’elle suscite, qu’elles soient symboliques, poétiques, mythologiques, sacrées, anthropologiques, politiques ou évènementielles.
En 2015, il est invité par François Busnel à La Grande Librairie à l’occasion de la sortie du livre d’André Velter qui lui est consacré.

Son œuvre, c’est le lieu même, sa réalité, son histoire, ses zones d’ombres enfouies. Son potentiel suggestif est réactivé par l’apparition de cet élément de fiction qu’est son dessin : 

« Quand on intervient dans la cité il faut avoir une grande conscience que l’on y partage de l’espace, de l’histoire, du vécu, du symbolique. Cela exige quelque chose qui est de l’ordre d’une conscience civique. »

## Installations
Au début des années 1970, le dispositif des premières installations d'Ernest Pignon-Ernest se fait sous la forme de collage de motifs traduits sur papier, apposés sur des surfaces murales. Au début des années 1980, l'artiste expérimente la sculpture temporaire.
- 1966 : Première installation sur le plateau d’Albion à propos de la force nucléaire qui s’y implante
- 1971 :
  - Les Gisants (à propos de la Commune de Paris)
  - Les Accidents du travail, Salon de la jeune peinture
  - Les Hommes bloqués, Paris
- 1974 : 
  - Jumelage Nice-Le Cap. Sujet : l'apartheid
  - L’Homme et la Ville, Le Havre
- 1978 : 
  - Sur l’avortement, Tours, Nice, Paris, Avignon
  - Les Immigrés, Avignon
  - Rimbaud, Paris-Charleville, entre Paris et Charleville, repris d'un cliché de Carjat
- 1979 :
  - Les Expulsés[39]
  - Bourse du Travail, Grenoble, fresque
- 1982 : À même le mur, fresque réalisée pour le musée Ziem de Martigues
- 1983 : Les Arbrorigènes, au Jardin des plantes.  Sculptures constituées de cellules végétales vivantes et immobilisées dans un tissu de polyuréthane.
- 1988 : À Belfort Représentation de quarante-six personnages européens illustres (de Molière à Marlene Dietrich en passant par Goethe ou Picasso…) symbolisant la proximité des cultures latine et germanique, à la frontière desquelles se situe Belfort. Un 47e personnage symbolise une des origines communes des deux cultures, l'Iliade d'Homère.
- 1988-1995 : série La peau des murs, à Naples, Italie[40]
  - 1989 : David brandissant la tête de Goliath. Un dessin préparatoire est détenu par le musée des beaux-arts de Caen[40].
  - 1990 : représentation des visages et corps sacrés de huit «grandes mystiques», ces femmes amoureuses du Christ aux corps et à la gestuelle sensuelle, dessinées par l'artiste grandeur nature. « Dans les années 1990, lors de ses collages dans les rues de Naples, un vers de Nerval l'a mené à un dialogue très libre avec ces femmes : Marie Madeleine, Hildegarde de Bingen, Angèle de Foligno, Catherine de Sienne, Thérèse d'Avila, Marie de l'Incarnation et Madame Guyon."

Autres :

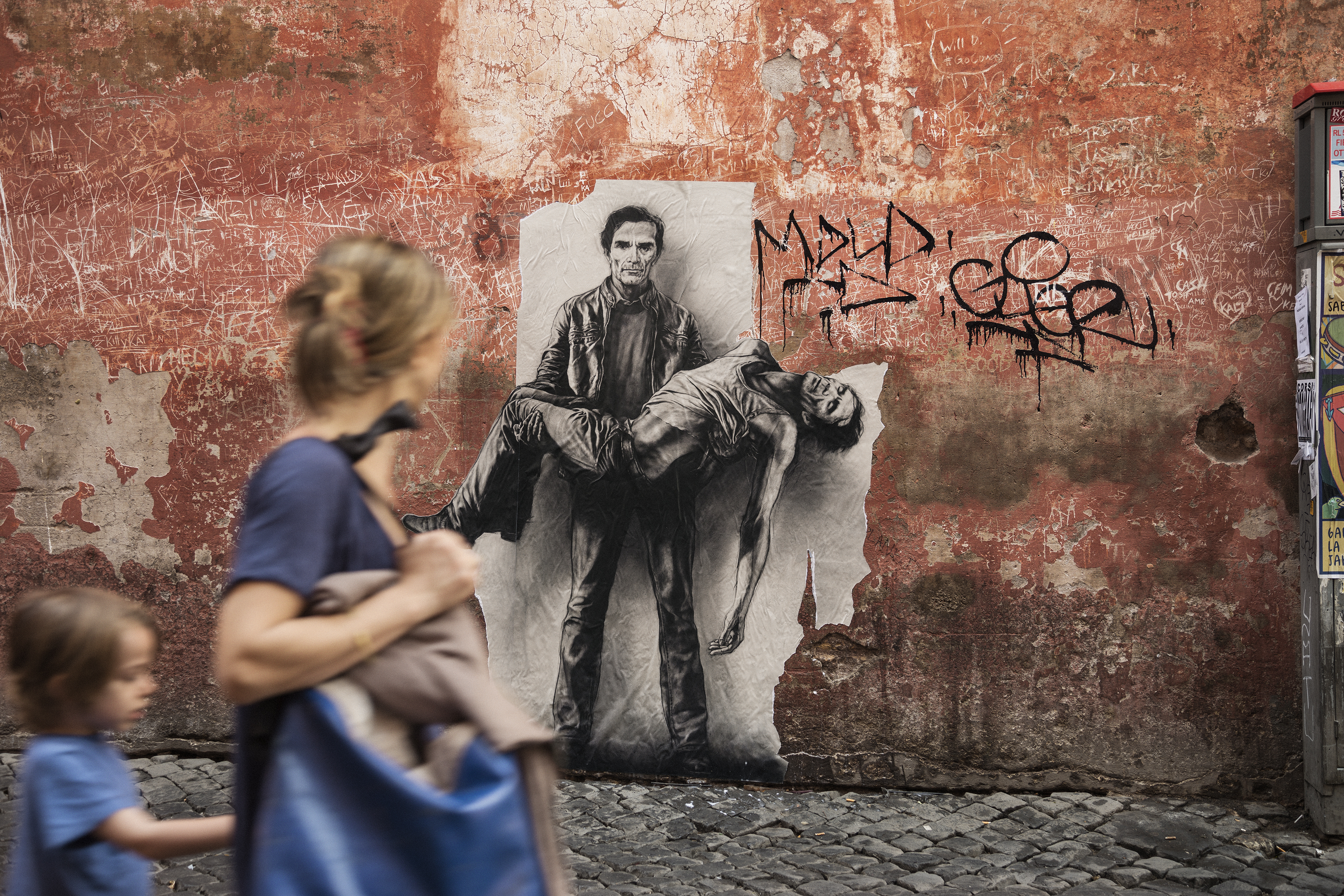
Pasolini assassiné – Si je reviens, sérigraphie de Ernest Pignon-Ernest, 2015

- 2002 : Soweto-Warwick-Durban, Afrique du Sud
- 2003 : Le Parcours Maurice Audin, Alger. Mémoire de la guerre d'Algérie
- 2006 : Jean Genet, à Brest[41].
- 2009 : Mahmoud Darwich, Ramallah[42], Palestine
- 2009 : Décorations peintes sur la cathédrale Notre-Dame-de-l'Assomption de Montauban
- 2012 : Prison Saint-Paul, Lyon[43]
- 2015 : Pasolini, Rome, Naples, Matera, Ostie, Italie[42], 40e anniversaire de sa mort
- 2015 : Quatre portraits au Panthéon, figures de la Résistance[44], Paris
- 2019 : Port-au-Prince, Haïti (Jacques Stephen Alexis)
- 2019 : Nice, Station Garibaldi

## Expositions
Sa première exposition professionnelle a lieu au Musée d’art moderne de la Ville de Paris en 1979 à l’invitation de Suzanne Pagé. Elle révèle que ces images qu’il colle depuis des années sont le fruit d’un travail de dessin exigeant et singulier, accompagné d’une réflexion sur l’espace urbain et son histoire. À cette occasion, un premier livre est publié sur ses travaux, La Peau des murs de Marie-Odile Briot et Catherine Humblot, préfacé par Henri Cueco.  
À Anvers, en 1982, face à la maison de Rubens, il réalise de grands dessins à la pierre noire sur Prométhéeet à Hyères où Godard a tourné Pierrot le Fou, il réalise une fresque en  hommage à Jean-Luc Godard.
Les éditions Actes Sud et Catherine Putman l’invitent à La Chapelle du Méjean en 1993, où, sur une bande de Mœbius, il associe crucifixion et culte de Mithra. À cette occasion, il rencontre Marcelin Pleynet et Actes Sud publie leurs entretiens : « L’Homme habite poétiquement. Une exposition sur ses travaux napolitains « ‘Sudari di carta » est organisée au Musée d'Art moderne et d'Art contemporain de Nice (MAMAC) en 1996.
En 2004, la Galerie Lelong  avec laquelle il travaille depuis 1991 lui organise une exposition personnelle à la FIAC. En juillet 2006, à Brest, il commence à œuvrer sur un « Parcours Jean Genet ». En 2008, il expose ses « Icônes païennes » dans la Maison René Char à l'hôtel Campredon de L'Isle-sur-la-Sorgue. En 2009, c'est avec Herman Braun-Vega et Denis Rivière qu'il investit la galerie Anne-Marie et Roland Pallade à Lyon pour une exposition intitulée Mémoires croisées. 
Une grande rétrospective de ses œuvres est organisée en 2010 à La Rochelle avec l’installation de 490 œuvres. Le Palais des Beaux-Arts de Lille organise en 2013 un dialogue de ses œuvres avec celles de la  collection Wicar (Raphaël, Titien, Poussin, Michel-Ange, Pontormo, Dürer, etc.) 

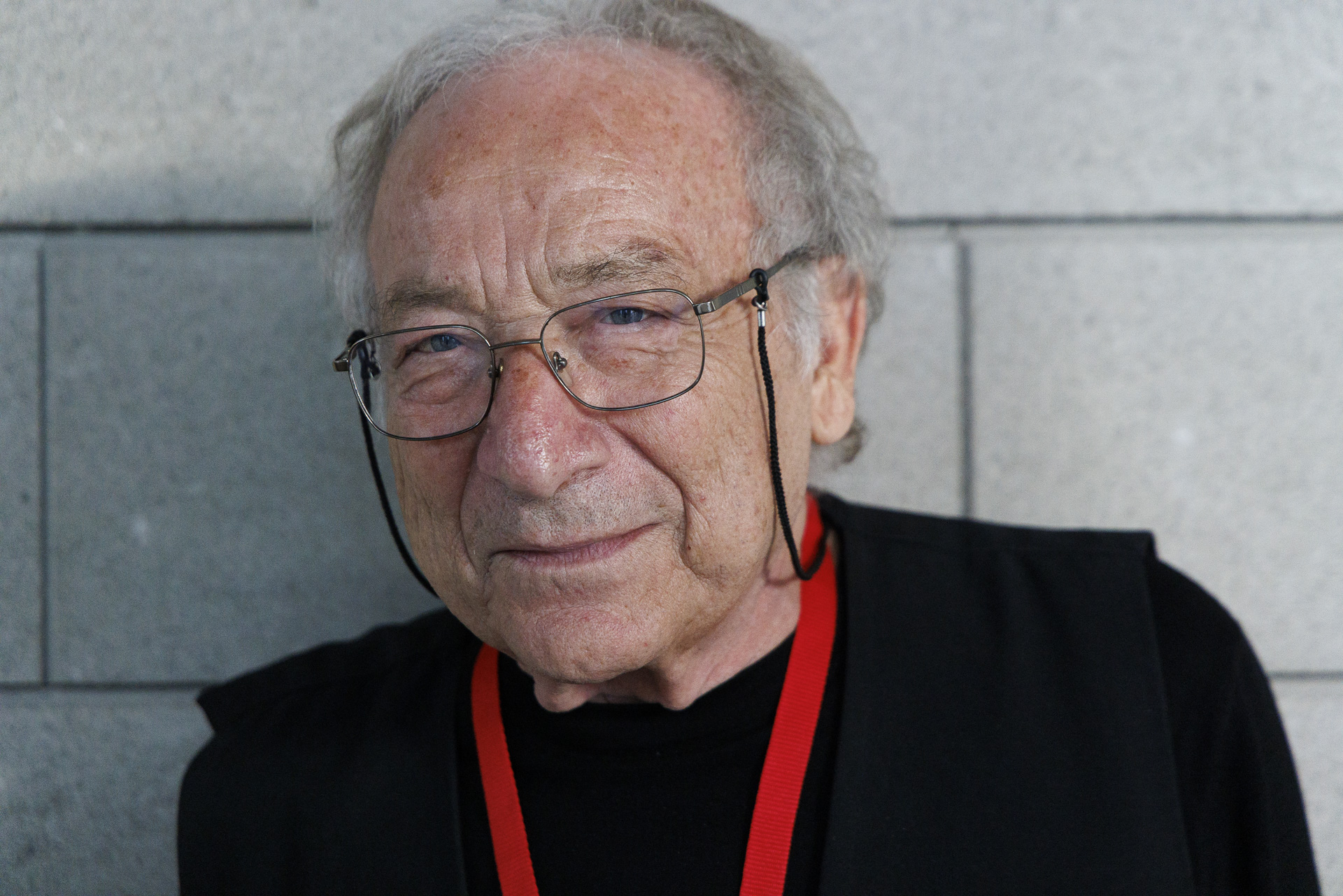
Ernest Pignon-Ernest à Nice en décembre 2024.

En 2014, l'exposition « Prisons » à la galerie Lelong fait suite à son intervention sur la mémoire de la prison Saint-Paul de Lyon.
Il reçoit en 2015 la commande de portraits de résistants pour le Panthéon : Germaine Tillion, Geneviève de Gaulle, Jean Zay, Pierre Brossolette. Il offre les dessins originaux des portraits au musée national de la Résistance en y ajoutant Missak Manouchian. En 2016, une  exposition rétrospective « De traits en empreintes » est présentée au MAMAC de Nice. En 2017 a lieu une prestigieuse exposition rétrospective au palais des Papes d’Avignon. Suit en 2018 une exposition au musée botanique de Bruxelles
Pour la station Garibaldi du tramway de Nice, il réalise en 2019 la sculpture d’un Garibaldi enfant grimpé sur les ailes de Nikaïa, la Victorieuse. En 2021, la Galerie Lelong présente « Haïti », le secret cheminement du sang »,
En 2022, une grande exposition se tient au Fonds Hélène et Édouard Leclerc pour la culture à Landerneau.
En 2023, il est au cœur d'une exposition intitulée "l'écho du monde" au Centre d'art moderne et contemporain du Doyenné à Brioude (43).
En 2024, trois expositions importantes :  « Je est un autre » à l’Espace Louis Vuitton Venise (du 20 avril 2024 au 12 janvier 2025), « Ernest Pignon-Ernest, Certaldo 1980 », Palais Pretorio,  « De traits en empreintes » – Musée national des beaux arts, Cuba, novembre décembre 2024, à l’occasion de la 15e Biennale de La Havane

### Expositions personnelles
- 1979 : ARC, Musée d'Art moderne de Paris
- 1995 : Pinakothek, Munich
- 1996 : Mamac, Nice
- 1998 : Le Rectangle, Lyon
- 2002 : Espace d'art contemporain André Malraux, Colmar
- 2005 : 
  - Musée de Vendôme
  - Maison Elsa Triolet-Aragon, à Saint-Arnoult-en-Yvelines
- 2007 : Palais Lumière, Évian-les-Bains
- 2008 :
  - L'Arc, scène nationale, Le Creusot[59]
  - Maison René Char, L'Isle-sur-la-Sorgue
  - Chapelle Saint-Charles, Avignon
- 2009 : 
  - galerie Lelong, Paris
  - Musée Ingres Bourdelle, Montauban
- 2010 : Espace Encan, La Rochelle
- 2011 : Musée d'Art et d'Histoire de Saint-Denis, Saint-Denis
- 2013 : 
  - « Traits de Génie », Palais des beaux-arts, Lille
  - « Extases », Prieuré de Saint-Cosme, La Riche
  - « Au-delà du street art », Galerie du messager, musée de La Poste, Paris
  - « Extases », demeure de Ronsard, Touraine
- 2014 : 
  - « Prisons », galerie Lelong, Paris
  - Maison des arts, Malakoff
  - « Regards sur les prisons de Lyon », galerie Fait et Cause, Paris
  - « Extases », exposition Charcot, chapelle Saint-Louis-Hôpital de la Salpêtrière
  - Espace Paul Rebeyrolle, Eymoutiers
  - « Ernest Pignon-Ernest et les caravagesques », Musée de Vire
  - Drawing Now, Carreau du Temple, galerie Lelong, Paris
  - « Ernest Pignon-Ernest, photographe », Maison européenne de la photographie, Paris
- 2016 :
  - « Les traces d'un parcours : une rétrospective au Mamac », Mamac, Nice
  - « Extases : une intervention in situ », église abbatiale, abbaye Saint-Pons de Nice[60]
  - « Estampes et dessins récents », Lelong éditions, Paris
- 2017 : « Ceux de la poésie vécue », Espace Jacques Villeglé[42], Saint-Gratien
- 2019 : 
  - Le Botanique, Bruxelles
  - Sainte Marie des Âmes du Purgatoire adresse Arco, Naples
  - « Ecce homo », Palais des Papes, Avignon[61]
- 2021 : 
  - « Papier de murs », Atelier Grognard[62]
  - « Haïti, le secret cheminement du sang », galerie Lelong[63]
- 2022 :
  - « Ernest Pignon-Ernest », Fonds Hélène et Édouard Leclerc pour la culture, Landerneau (commissaire, Jean de Loisy)[64]
  - « Extases », Abbatiale Notre-Dame, Bernay
- 2024 : 
  - « Je est un autre » Fondation Louis Vuitton[65], Venise. À l’occasion de la 60ème Biennale de Venise. Deux figures féminines en majesté : la grande poétesse russe Anna Akhmatova et l’Iranienne Forough Farrokhzad, femme libre, poétesse mais aussi peintre, actrice, cinéaste.
  - « Ernest Pignon-Ernest, Certaldo 1980 » Photos, Documents, Fragments, Exposition du 23 avril au 24 juin, Palazzo Pretorio à  Certaldo
  - « De traits en empreintes » – Musée national des beaux arts, Cuba, novembre décembre 2024, à l’occasion de la 15e Biennale de La Havane
  - « Concert Baroque » d'après le roman éponyme d'Alejandro Carpentier. Collage de dessins originaux d'Ernest Pignon Ernest à la Havane, Cuba, novembre 2024
  - « Renaud, Des mots et des Images », 20 chansons illustrées par des artistes contemporains, du 2 au 14 septembre à la Mairie du 13e, au profit de l’UNICEF

### Expositions collectives (sélection)
- 1993 : Naples, « Complicité d'évasions »
- 1997 : Paris, Galerie de France, « Tête-à-tête, Antonin Artaud »
- 2007 : Colmar, Espace d'art contemporain André-Malraux, « Dix ans »
- 2009 : Évian, Palais Lumière, « La Ruche, cité d'artistes »
- 2010 : Paris, « 30 ans d'art contemporain à Roland Garros »
- 2012 : Martigny (Suisse), Le Manoir, « Être ainsi »
- 2013 : Saint-Cloud, musée des Avelines, « La Commune de Paris »
- 2016 : Saint-Malo, « Résonances » De l'original au multiple, « Centre Cristel Éditeur d'Art, 30 janvier au 19 mars 2016[66]
- 2017 : Château de Chantilly, « Poussin, Picasso. Bacon - Le Massacre des Innocents »
- 2017 : Saint-Paul-de-Vence, Fondation Maeght, «Est-ce ainsi que les hommes vivent»
- 2021 : Paris, « Libre comme l'art »
- 2021 : Paris, Institut du monde arabe « Musée pour la Palestine »
- 2022 : Musée royal de Mariemont, « Le Mystère Mithra »
- 2024 : Mairie du 13e « Renaud, Des mots et des Images », 20 chansons illustrées par des artistes contemporains, du 2 au 14 septembre au profit de l’UNICEF

## Autres
- 2006 : estampe du portfolio créé par Cristel Éditeur d'Art pour le 3e Prix Jacques-Goddet (Trophée LCL), prix qui récompense chaque année le meilleur article de la presse francophone publié durant le Tour de France[67]

## Prises de position
Ernest Pignon-Ernest signe dans Le Figaro du 18 octobre 2019 une tribune visant à défendre la tradition de la corrida aux côtés de 40 autres personnalités parmi lesquelles Éric Dupond-Moretti, Jean Reno, Pierre Arditi, Philippe Caubère, Denis Podalydès ou encore le designer Kostia.

## Décorations
- Commandeur de l'ordre des Arts et des Lettres[69]
- Officier de l'ordre du Mérite culturel

### Presse, radio
- Élizabeth Barillé, Jean-Luc Hennig et Manuel Jover, « Entretien avec Ernest Pignon-Ernest », Le Monde de l'art, no 2,‎ hiver 2011 (lire en ligne)
- Trois émissions sur France Culture : « Ça rime à quoi » de Sophie Nauleau, émissions des 25 décembre 2011 et 1er janvier 2012, « Comme on nous parle » par Pascale Clark, émission du 27 janvier 2014

### Films (sélection)
- Les Arbrorigènes, Claude Thiebaut, 1983
- Naples revisité, Patrick Chaput, Laurence Drummond, 1988
- Une image de Genet, Julie Bonan, Arte, 2006
- Parcours, Patrick Chaput, Laurence Drummond,  2009
- La parqua secondo Ernest Pignon-Ernest, Collectif Sikozel, Napoli 2014,
- Se torno ( si je reviens) Ernest Pignon-Ernest et la figure de Pasolini, Collectif Sikozel, 2016
- À taille humaine, Yann  Coquart, 2019
- Francis Bacon/ Ernest Pignon-Ernest : Échanges, Alain Amiel, 2022
- « Les mains magnétiques » de Jean Pierre Larcher, 2023
- Artistes urbains / Ernest Pignon Ernest, film de Alain Amiel, présenté le 6 octobre 2024 au cinéma La Strada lors du Festival du Livre de Mouans-Sartoux!